# Macrauquènids
Els macrauquènids (Macraucheniidae) són una família de litopterns de Sud-amèrica, descrita per Theodore Gill el 1872 i que inclou animals com ara Macrauchenia o Cramauchenia.

## Taxonomia
- Família Macraucheniidae
  - Subfamília Cramaucheniinae
    - Gènere Coniopternium Ameghino 1894
    - Gènere Cramauchenia Ameghino 1902
    - Gènere Phoenixauchenia Ameghino 1904
    - Gènere Polymorphis Roth, 1899
    - Gènere Pternoconius Cifelli i Soria, 1983
    - Gènere Theosodon Ameghino 1887

  - Subfamília Macraucheniinae

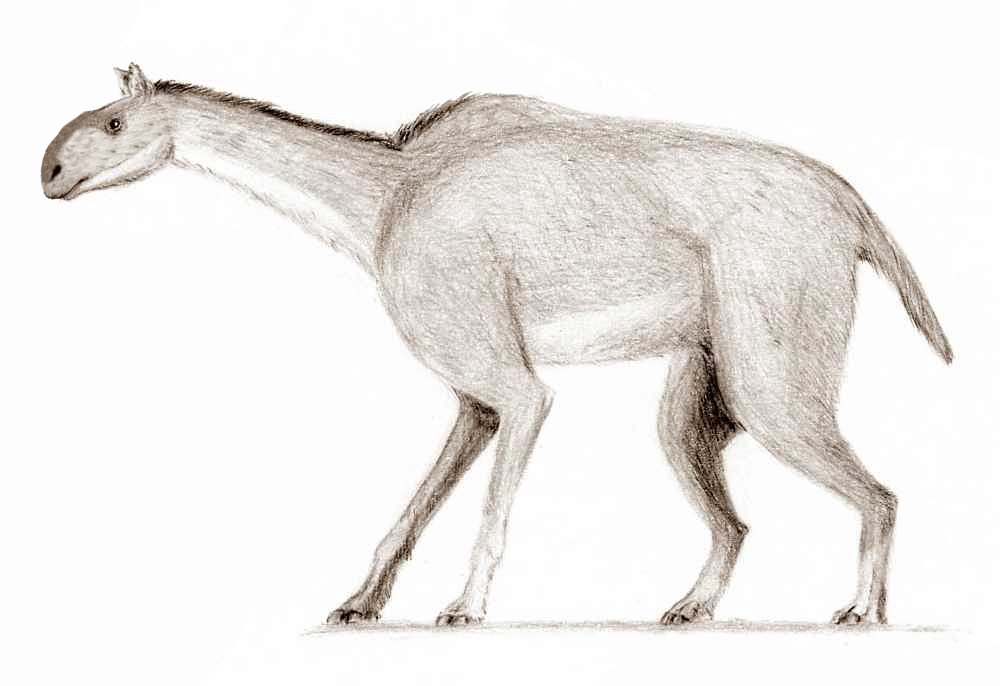
Macrauchenia

    - Gènere Cullinia Cabrera i Kraglievich 1931
    - Gènere Huayqueriana Rovereto 1914
    - Gènere Macrauchenia Owen 1838
    - Gènere Oxyodontherium Ameghino 1883
    - Gènere Paranauchenia Bordas 1939
    - Gènere Promacrauchenia Ameghino 1904
    - Gènere Scalabrinitherium Ameghino, 1883
    - Gènere Windhausenia Kraglievich, 1930
    - Gènere Xenorhinotherium Carlette i Lessa, 1988